# Пољска на Светском првенству у атлетици у дворани 2022.
Пољска је на 18. Светском првенству у атлетици у дворани 2022. одржаном у Београду од 18. до 20. марта учествовала осамнаести пут, односно учествовала је на свим првенствима до данас. Репрезентацију Пољске представљало 23 такмичар (13 мушкараца и 10 жена), који су се такмичили у 12 дисциплина (7 мушких и 6 женских).,
На овом првенству Пољска је по броју освојених медаља делила 22 место са 2 освојенех медаља (1 сребрна и 1 бронзана).
Поред тога остварен је један светски рекорд сезоне, оборена су: један национални рекорд, изједначен је један национални рекорд, три национална рекорда сезоне, шест лична рекорда и шест лична рекорда сезоне.
У табели успешности према броју и пласману такмичара који су учествовали у финалним такмичењима (првих 8 такмичара) Пољска је са 9 учесника у финалу делила 9. место са 30 бодова.
| Плас. | Земља  | 1. место | 2. место | 3. место | 4. место | 5. место | 6. место | 7. место | 8. место | Бр. финал. | Бод. |
| ----- | ------ | -------- | -------- | -------- | -------- | -------- | -------- | -------- | -------- | ---------- | ---- |
| =9.   | Пољска | 0        | 1        | 1        | 3        | 0        | 0        | 1        | 0        | 6          | 30   |

## Учесници
| Мушкарци: - Адријан Бжежињски — 60 м - Пжемислав Словиковски — 60 м - Кајетан Душински — 400 м, 4 х 400 м - Михал Розмис — 1.500 м - Јакуб Шимањски — 60 м препоне - Дамјан Чикјер — 60 м препоне - Тимотеуш Зимни — 4 х 400 м - Матеуш Жезничак — 4 х 400 м - Максимилијан Клепацки — 4 х 400 м - Јацек Мајевски — 4 х 400 м - Норберт Кобјелски — Скок увис - Михал Харатик — Бацање кугле - Конрад Буковјецки — Бацање кугле | Жене: - Ева Свобода — 60 м - Пија Скжишовска — 60 м - Јустина Свјенти-Ерсетиц — 400 м, 4 х 400 м - Наталија Качмарек — 400 м, 4 х 400 м - Ангелика Ћихоцка — 800 м - Клаудија Војтуник — 60 м препоне - Ига Баумгарт-Витан — 4 х 400 м - Кинга Гацка — 4 х 400 м - Александра Гаворска — 4 х 400 м - Адриана Сулек — Петобој |

## Освајачи медаља (2)

### Сребро (1)
- Адриана Сулек — Петобој

### Бронза (1)
- Наталија Качмарек, Ига Баумгарт-Витан, 
 Кинга Гацка, Јустина Свјенти-Ерсетиц — 4 х 400 м

## Резултати

### Мушкарци
| Атлетичар             | Дисциплина   | Лични рекорд | Квалификације         | Квалификације   | Полуфинале           | Полуфинале           | Финале                | Финале               | Детаљи |
| Атлетичар             | Дисциплина   | Лични рекорд | Резултат              | Место           | Резултат             | Место                | Резултат              | Место                | Детаљи |
| --------------------- | ------------ | ------------ | --------------------- | --------------- | -------------------- | -------------------- | --------------------- | -------------------- | ------ |
| Адријан Бжежињски     | 60 м         | 6,57         | 6,69(.685)            | 2. у гр. 6      | Ниje се квалификовао | Ниje се квалификовао | Ниje се квалификовао  | 21 / 53 (56)         |        |
| Пжемислав Словиковски | 60 м         | 6,61         | Дисквалификован       | Дисквалификован | Није се квалификовао | Није се квалификовао | Није се квалификовао  | Није се квалификовао |        |
| Кајетан Душински      | 400 м        | 44,92        | 46,75 кв              | 3. у гр. 1      | 47,21                | 6. у гр. 1           | Ниje се квалификовао  | 11 / 24 (25)         |        |
| Михал Розмис          | 1.500 м      | 3:32,67      | 3:38,61(.608) кв, ЛРС | 4. у гр. 1      |                      |                      | 3:36,71               | 7 / 30               |        |
| Дамјан Чикјер         | 60 м препоне | 7,48 НР      | 7,66(.652)            | 5. у гр. 2 кв   | 7,61                 | 5. у гр. 2           | Нису се квалификовали | 15 / 44 (46)         |        |
| Јакуб Шимањски        | 60 м препоне | 7,60         | 7,70(.694) КВ         | 3. у гр. 2      | 7,59(.590)           | 5. у гр. 3           | Нису се квалификовали | 13 / 44 (46)         |        |
| Тимотеуш Зимни        | 4 х 400 м    | 3:01,77 НР   | 3:07,90 кв, НРС       | 2. у гр. 3      |                      |                      | 3:07,81 НРС           | 4 / 12 (13)          |        |
| Матеуш Жезничак       | 4 х 400 м    | 3:01,77 НР   | 3:07,90 кв, НРС       | 2. у гр. 3      |                      |                      | 3:07,81 НРС           | 4 / 12 (13)          |        |
| Максимилијан Клепацки | 4 х 400 м    | 3:01,77 НР   | 3:07,90 кв, НРС       | 2. у гр. 3      |                      |                      | 3:07,81 НРС           | 4 / 12 (13)          |        |
| Кајетан Душински      | 4 х 400 м    | 3:01,77 НР   | 3:07,90 кв, НРС       | 2. у гр. 3      |                      |                      | 3:07,81 НРС           | 4 / 12 (13)          |        |
| Јацек Мајевски*       | 4 х 400 м    | 3:01,77 НР   | 3:07,90 кв, НРС       | 2. у гр. 3      |                      |                      | 3:07,81 НРС           | 4 / 12 (13)          |        |
| Норберт Кобјелски     | Скок увис    | 2,29         |                       |                 |                      |                      | 2,24                  | 9 / 12               |        |
| Михал Харатик         | Бацање кугле | 22,32 о      | 20,88                 | 9 / 18          |                      |                      |                       |                      |        |
| Конрад Буковјецки     | Бацање кугле | 22,25 о      | 20,79                 | 10 / 18         |                      |                      |                       |                      |        |

- Такмичар у штафети који је обележен звездицом трчао је у квалификацијама.

### Жене
| Атлетичарка             | Дисциплина   | Лични рекорд | Квалификације   | Квалификације | Полуфинале            | Полуфинале            | Финале                | Финале       | Детаљи |
| Атлетичарка             | Дисциплина   | Лични рекорд | Резултат        | Место         | Резултат              | Место                 | Резултат              | Место        | Детаљи |
| ----------------------- | ------------ | ------------ | --------------- | ------------- | --------------------- | --------------------- | --------------------- | ------------ | ------ |
| Пија Скжишовска         | 60 м         | 7,12         | 7,23 (.224) КВ  | 2. у гр. 6    | 7,17(170)             | 5. у гр. 2            | Није се квалификовала | 14 / 46 (47) |        |
| Ева Свобода             | 60 м         | 6,99 НР      | 7,10 КВ         | 1. у гр.4     | 7,03(.024) КВ         | 1. у гр. 1            | 7,04(.034)            | 4 / 46 (47)  |        |
| Јустина Свјенти-Ерсетиц | 400 м        | 50,41        | 52,37 КВ        | 1. у гр. 3    | 51,67 КВ              | 2. у гр. 2            | 51,40                 | 4 / 28       |        |
| Наталија Качмарек       | 400 м        | 50,70        | 52,22 КВ        | 1. у гр. 4    | 51,87                 | 4. у гр. 1            | Нису се квалификовале | 7 / 28       |        |
| Ангелика Ћихоцка        | 800 м        | 1:58,41      | 2:02,01         | 5. у гр. 3    |                       |                       | Нису се квалификовале | 8 / 17 (18)  |        |
| Клаудија Војтуник       | 60 м препоне | 8,07         | 8,21(.207)      | 5. у гр. 5    | Није се квалификовала | Није се квалификовала | Није се квалификовала | 30 / 41 (45) |        |
| Наталија Качмарек       | 4 х 400 м    | 3:26,09 НР   | 3:30,51 КВ, НРС | 1. у гр. 2    |                       |                       | 3:28,59 НРС           |              |        |
| Ига Баумгарт-Витан      | 4 х 400 м    | 3:26,09 НР   | 3:30,51 КВ, НРС | 1. у гр. 2    |                       |                       | 3:28,59 НРС           |              |        |
| Кинга Гацка             | 4 х 400 м    | 3:26,09 НР   | 3:30,51 КВ, НРС | 1. у гр. 2    |                       |                       | 3:28,59 НРС           |              |        |
| Јустина Свјенти-Ерсетиц | 4 х 400 м    | 3:26,09 НР   | 3:30,51 КВ, НРС | 1. у гр. 2    |                       |                       | 3:28,59 НРС           |              |        |
| Александра Гаворска*    | 4 х 400 м    | 3:26,09 НР   | 3:30,51 КВ, НРС | 1. у гр. 2    |                       |                       | 3:28,59 НРС           |              |        |

- Такмичарка која је обележена звездицом трчала је у квалификацијама.

#### Петобој
| Дисциплина   | Адриана Сулек | Адриана Сулек | Адриана Сулек | Адриана Сулек | Адриана Сулек | Адриана Сулек |
| Дисциплина   | Лич. рек.     | Резултат      | Бод.          | Плас.         | Укупно        | Плас.         |
| ------------ | ------------- | ------------- | ------------- | ------------- | ------------- | ------------- |
| 60 м препоне | 8,34          | 8,36          | 1.048         | 6.            | 1.048         | 6.            |
| Скок увис    | 1,89          | 1,89          | 1.093         | 1.            | 2.141         | 1.            |
| Бацање кугле | 13,50         | 13,40         | 754           | 5.            | 2.895         | 2.            |
| Скок удаљ    | 6,29          | 6,43 ЛР       | 985           | 3.            | 3.880         | 2.            |
| 800 м        | 2:07,92       | 2:09,56 ЛРС   | 971           | 2.            | 4.851         | 2.            |
| Петобој      | 4.756         |               |               |               | 4.851 НР, ЛР  |               |